# San Angelo
San Angelo település az Amerikai Egyesült Államok Texas államában, Tom Green megyében, melynek megyeszékhelye is. Lakosainak száma 99 893 fő (2020. április 1.).

## Népesség
A település népességének változása:

| 2010 | 93 200 |
| 2020 | 99 893 |